# Niegrzebia
Niegrzebia [ɲɛˈɡʐɛbja] là một ngôi làng thuộc khu hành chính của Gmina obez, thuộc hạt Łobez, West Pomeranian Voivodeship, ở phía tây bắc Ba Lan. Nó nằm khoảng 3 kilômét (2 mi) phía đông Łobez và 75 km (47 mi) về phía đông của thủ đô khu vực Szczecin.
Trước năm 1945, khu vực này là một phần của Đức. Đối với lịch sử của khu vực, xem Lịch sử của Pomerania.